# Buriano (Castiglione della Pescaia)
Pour les articles homonymes, voir Buriano.
Buriano est une frazione située sur la commune de Castiglione della Pescaia, province de Grosseto, en Toscane, Italie. Au moment du recensement de 2011 sa population était de 178 habitants.

## Géographie
Le hameau est situé sur le versant Sud-Est de Poggio Ballone (it), en Maremme grossetaine, à 17 km de la ville de Grosseto.

## Monuments
- Église Santa Maria Assunta (IXe siècle), reconstruite au XIVe siècle
- Oratoire de San Guglielmo, construit en 1703
- Romitorio (ermitage), construit en 1597
- Forteresse aldobrandesque fortifications médiévales du Xe siècle